# Gestion du cycle de vie des bâtiments
La gestion du cycle de vie des bâtiments (en anglais : Building Lifecycle Management, ou BLM) est une adaptation de la gestion du cycle de vie d'un produit (PLM) et de ses techniques pour la conception, la construction et la gestion des bâtiments. Cette gestion n'est pas possible sans une modélisation précise et détaillée des informations de construction.
La gestion du cycle de vie des bâtiments résulte de l'évolution des processus régissant l'ensemble du cycle de construction : autrefois dépendante d'une méthodologie peu évolutive, l'avènement de la modélisation BIM (building information modeling) a ouvert la porte à une gestion plus agile du cycle de vie des bâtiments. Elle répond au besoin de la volonté de réaliser des bâtiments durables et économes en ressources au moyen d'une approche plus coordonnée au niveau de la conception, de la construction et de l'exploitation, ainsi qu'un meilleur partage des données.